# Xavier Tito-Harris
Xavier Tito-Harris   (5 de gener de 2005) és un jugador professional de rugbi neozelandès que juga de corredor i lateral. Juga a Auckland i per la selecció nacional de futbol a set de Nova Zelanda.
Va estudiar a l'institut Kelston Boys' High School. Va jugar a rugbi i també va participar al torneig World Schools Sevens. Va marcar un hat-trick en el seu debut amb l'Auckland al Campionat Nacional Provincial contra el Rugby Southland. Durant la temporada 2022-2023 va jugar de lateral i d'extrem.
El gener de 2023, va signar un contracte de dos anys amb la selecció nacional de rugbi a 7 de Nova Zelanda. Va debutar internacionalment al Hong Kong Sevens el març de 2023. Va marcar dos assajos al torneig London Sevens Series el maig de 2023 a Twickenham després de ser convocat com a substitut per una lesió tardana. Va participar en la victòria de Nova Zelanda al Hong Kong Sevens l'abril de 2024.